# Tweekleurige winterkoning
De tweekleurige winterkoning (Campylorhynchus griseus) is een zangvogel uit de familie Troglodytidae (winterkoningen).

## Verspreiding en leefgebied
Deze soort telt 6 ondersoorten:
- C. g. albicilius: noordelijk Colombia en noordwestelijk Venezuela.
- C. g. bicolor: westelijk Colombia.
- C. g. zimmeri: centraal Colombia.
- C. g. minor: oostelijk Colombia en noordelijk Venezuela.
- C. g. pallidus: zuidelijk Venezuela.
- C. g. griseus: oostelijk Venezuela, Guyana en noordelijk Brazilië.